# 稲妻ブルース
『稲妻ブルース』（いなづまブルース）は、関ジャニ∞の楽曲。2021年11月17日に10枚目のフル・アルバム『8BEAT』のリード曲としてINFINITY RECORDSから発売された。東宝配給映画『土竜の唄 FINAL』の主題歌である。

## 概要
- 本曲は、カッコ良さや勢いの中に、キズナや友情というメッセージが込められた楽曲となっている[4]。
- 本曲は、東宝配給映画『土竜の唄 FINAL』の主題歌として書き下ろされた楽曲[3]。
  - 自身が同映画シリーズの主題歌を務めるのは、第1作『土竜の唄 潜入捜査官REIJI』の「キング オブ 男!」[5]、第2作『土竜の唄 香港狂騒曲』の「NOROSHI」[6]に続き3回目である[7]。
  - メンバーの大倉忠義曰く、同映画が三部作の最終章と言うことで、「（上述の2曲に続く）三部作の終わりというイメージで男らしく！だけどド派手な楽曲」という注文のもと制作された[7]。
  - 同じくメンバーの村上信五は、同映画への起用に対して「初心を忘れない言葉の簡潔さを交えたFINALを飾るに相応しい主題歌ができたと思います。斗真に早く感想を聞きたいです!!」とコメントした[3]。
  - 同映画の主演を務める生田斗真は「最高で最強のキズナが生んだ会心の一撃。ありがとう関ジャニ∞！その思い、しかと受け取った！アイラブユーだぜ！」とコメントした[1]。
  - 自身の楽曲が映画の主題歌として起用されるのは、2017年に公開されたショウゲート配給映画『泥棒役者』の主題歌「応答セヨ」を担当して以来約4年振りである。
- 2021年9月14日、本曲の解禁に合わせ、本曲が使用されている前述の映画の予告映像が公開された[1]。
- 同年10月21日、本曲のミュージック・ビデオが公開された[8]。
  - 同MVは、楽曲の世界観を作り込んだセットの前で熱く歌う関ジャニ∞のメンバーの姿が印象的な作品に仕上がっている[9]。
- 同年10月24日、同映画のYouTube生配信特別番組『みんな一緒に!バッチ来ーーい!!!「土竜の唄 FINAL」完成直前SP祭り』にて、関ジャニ∞のコメントと共に、本曲と同映画のスペシャルMVが公開された[10][11][12]。
- 同年11月11日、読売テレビ・日本テレビ系『ベストヒット歌謡祭 2021』にて、本曲をテレビ初披露した[13]。
  - 同番組では、通常の生放送のパフォーマンスではなく、同番組の会場のある大阪の屋形船上や十三の老舗キャバレーからの事前収録でのスペシャルパフォーマンスとなった[13]。
  - 同番組放送終了後、同パフォーマンス映像がYouTubeにて公開された[14]。
    - 自身が音楽番組でのパフォーマンス映像をYouTubeで公開するのは初である。
    - 同映像は、映画やミュージックビデオなどで使用される機材を使用した、国内既存の音楽番組の質感とは異なる映像美となっている[15]。
- 同年11月17日、自身の10thアルバム『8BEAT』のリード曲として発売された[2]。
- 同年12月1日、フジテレビ系『2021 FNS歌謡祭』にて、本曲を同映画の主演を務める生田斗真とのコラボレーションで披露した[16]。

## チャート成績
- ミュージック・ビデオ
  - 2021年10月21日に本曲のミュージック・ビデオが公開され[8]、翌11月22日に同MVの総再生回数が100万回を突破した[17]。

## クレジット
※本曲が収録されたアルバム『8BEAT』のクレジットより。

### 作詞・作曲・編曲
- 作詞・作曲・編曲：Peach

### 参加ミュージシャン
- Drums：髭白健
- W Bass：宮本將行
- Keyboards：佐藤真吾
- Trumpet：小澤篤士、真砂陽地
- Trombone：半田信英
- Tenor Sax：竹上良成
- E Guitar & all other Instruments：Peach

## タイアップ
- 東宝配給映画『土竜の唄 FINAL』主題歌[3]

## 収録作品

### アルバム
- 10thアルバム『8BEAT』
- 配信限定アルバム『関ジャニ∞のいろは』

※1ハーフバージョンを収録。
- 配信限定アルバム『関ジャニ∞のいろは2023』

※1ハーフバージョンを収録。

### 映像作品

#### ライブ映像
- 20thライブDVD/Blu-ray『KANJANI'S Re:LIVE 8BEAT』
- 23rdライブBlu-ray/DVD『超ARENA TOUR 2024 SUPER EIGHT』

#### ミュージック・ビデオ
- 10thアルバム『8BEAT』（初回限定 -Road to Re:LIVE- 盤 特典DVD）

## テレビ歌唱
- ベストヒット歌謡祭 2021（2021年11月11日、読売テレビ・日本テレビ）[13]
- ミュージックステーション（2021年11月12日、テレビ朝日）[18]
- MUSIC FAIR（2021年11月27日、フジテレビ）[19]
- 2021 FNS歌謡祭（2021年12月1日、フジテレビ） - 生田斗真とのコラボレーション[20]